# Människor utan betydelse
Människor utan betydelse (Des gens sans importance) är en fransk dramafilm från 1956 i regi av Henri Verneuil. Verneuil skrev även manus efter en roman av Serge Groussard. Filmen hade svensk premiär i oktober 1956 på biograf Skandia i Stockholm.

## Handling
Den gifte chauffören Jean inleder efter ett slumpmässigt möte ett förhållande med den unga servitrisen Clotilde.

## Rollista
- Jean Gabin – Jean Viard
- Françoise Arnoul – Clotilde Brachet
- Pierre Mondy – Pierrot
- Yvette Étiévant – Solange Viard
- Dany Carrel – Jacqueline Viard
- Nane Germon – Mme. Cussac
- Jacques Marin – Armand
- Lila Kedrova – Mme. Vacopoulos
- Robert Dalban – Gilbert
- Héléna Manson – Mme Germaine